# Carter Pann
Carter Pann, né en 1972, est un pianiste et compositeur américain.

## Débuts et apprentissage
Carter Pann a commencé l'étude du piano avec sa grand-mère, tandis qu'il était enfant. En 1987, il entre à la North Shore School of Music, à Winnetka dans l'Illinois, avec Emilio Del Rosario comme professeur. En 1994, il reçoit le Bachelor's degree de l'Eastman School of Music, puis le Master's degree de l'Université du Michigan.

## Reconnaissances
Plusieurs récompenses ont été attribuées à Carter Pann :
- Prix Serocki pour son Concerto pour piano joué par l'Orchestre symphonique de la radiodiffusion Polonaise au Lutoslawski Hall de Varsovie
- Premier prix Zoltán Kodály
- Premier prix Concours international de composition François d'Albert
- Prix Charles Ives de l'académie des arts et lettres américaine
- Cinq récompenses de l'ASCAP, l'une des sociétés d'auteurs américaines
- Nomination du Concerto pour piano aux Grammy Awards, catégorie "meilleure composition classique de l'année 2001"

## Interprétations et éditions
Carter Pann a été interprété par un grand nombre d'orchestre, dont certains prestigieux. Parmi eux:
- le fameux London Symphony Orchestra
- le Chicago Youth Symphony Orchestra
- le National Repertory Orchestra
- le New York Youth Symphony Orchestra
- l'Orchestre national symphonique d'Irlande
- l'Orchestre symphonique de Birmingham
- l'Orchestre symphonique de Syracuse
- l'Orchestre symphonique de Vancouver

Il a également été édité à plusieurs reprises. Entre autres, l'éditeur Naxos a publié en 2000 les enregistrements de quatre œuvres de Pann par l'Orchestre philharmonique national de Brno (République tchèque)

## Répertoire

### Musique de chambre
- "Six Strokes", Six pièces pour piano
- "Love Letters", Quatuor à cordes No. 1
- Trio pour pianos

### Musique orchestrale
- Concerto pour piano
- Concerto pour clarinette
- Concerto pour trois trombones